# Ziel
Als Ziel (altgriechisch τέλος telos, Neutrum; lateinisch finis; englisch goal, objective, target) wird in mehreren Fachgebieten der von einer Person oder Personenvereinigung selbst gesetzte oder vorgegebene Soll-Zustand bezeichnet, der durch Handeln oder Unterlassen angestrebt wird.

## Allgemeines
Ziele kann sich jemand selbst im Rahmen des Selbstmanagements setzen oder sie werden in Personenvereinigungen in Form der Zielvorgabe von anderen für alle gesetzt. Eingehend befassen sich die Betriebswirtschaftslehre, Entscheidungstheorie und Managementlehre mit der Untersuchung von Zielen. Ziele werden in Personenvereinigungen durch konstitutive Entscheidungen des strategischen Managements gesetzt, Personen setzen die Ziele für sich selbst oder für soziale Gruppen (Gruppenziele). Ziele beeinflussen menschliches Handeln, und Handeln kann durch Ziele beeinflusst werden. Denn Personen richten ihr Handeln auf ein gestecktes Ziel aus, gleich welchen Umfang das Ziel hat. Alle Ziele können entweder durch Handeln (Anmeldung im Sportverein für das Ziel „Gesundheit“) oder Unterlassen (Konsumverzicht für das Ziel „Sparen“) erfüllt werden. Die Erkenntnisse dieser Wissenschaften können auf andere Fachgebiete übertragen werden.
Der Mensch sieht sich in seinem Leben stets mit Zielen konfrontiert, seien sie selbst gesetzt oder von anderen vorgegeben. Dabei kommen Ziele in sämtlichen Lebensbereichen vor, so etwa in der Bildung, Politik, im Sport oder in der Wirtschaft. In der Bildung gibt es Bildungsziele oder Lernziele, im Sport Leistungsziele, die Politik setzt sich beispielsweise wirtschaftspolitische Ziele (wie das Magische Viereck) oder Ziele für nachhaltige Entwicklung.

## Zielinhalte
Ziele lassen sich durch Zielsetzungsinstanz, Zielinhalt, Zielausmaß, Zeitbezug (Zielhorizont), Zielbeziehungen und Zielträger beschreiben. Die Zielsetzungsinstanz ist an den Interessen einer Person oder einer Institution orientiert. Zum Zielinhalt gehören Formal- oder Wertziele (Umsatzerlöse, Rentabilität, Jahresüberschuss oder Kosten), Sachziele (sind Aktivitäten, die der Erreichung der Formalziele dienen wie Kostensenkung) sowie Humanziele (soziale Beziehungen zu Mitarbeitern im Rahmen der Mitarbeiterbindung, Lieferanten innerhalb der Lieferantenintegration oder Kunden im Rahmen der Kundenbindung). Mit dem Zielinhalt wird eine sachliche Festlegung des angestrebten Zustands erreicht (Sachziel), das Zielausmaß ist die Ausprägung des Ziels (Formalziel) wie etwa ein Maximalziel (Weltmeister werden, Gewinnmaximierung anstreben) oder ein Minimalziel (Erreichen des Viertelfinales, Kostensenkung der Herstellungskosten). Das Zielausmaß beschreibt die Ausprägung der Zielerreichung und bestimmt, wann ein Ziel als erreicht gilt. Beim Zeitbezug gibt es Zeitraumziele (Gewinnvorgabe-Budget für das folgende Geschäftsjahr) oder Zeitpunktziele (Richtfest einer Baumaßnahme nach Ablauf der Bauzeit). Der Zielhorizont gibt an, in welchem Zeitraum ein Ziel erreicht werden soll. Dabei gibt es kurzfristige Ziele (Zielerreichung <1 Jahr: Erledigung einer Arbeitsaufgabe), mittelfristige Ziele (>1 Jahr bis <3 Jahre: Investitionsplanungen) und langfristige Ziele (>3 Jahre: strategische Planung). Beispielsweise erfüllt die Zielformulierung im Unternehmen „Wir wollen unseren Gewinn (Zielinhalt) innerhalb eines Geschäftsjahres (Zeitbezug) um 10 % steigern (Ausmaß)“ diese Zieldimensionen. Zielträger sind die von Unternehmenszielen betroffenen Kreise des Personals; Individualziele betreffen eine einzelne Arbeitskraft (etwa deren Arbeitszufriedenheit), Kollektivziele betreffen beispielsweise eine ganze Abteilung (etwa deren Kostensenkungsziele).

## Funktionen von Zielen
Es gibt drei Funktionen von Zielen:
- Ohne Ziele können Probleme nicht erkannt werden: In diesem Sinne ist ein Problem die negative Abweichung des Ist-Zustands vom angestrebten Soll-Zustand. Diese Schwachstellen gilt es, zu beseitigen.
- Rationale Entscheidungen können nur getroffen werden, wenn die Entscheidungsträger ihre Handlungsalternativen am Ziel orientieren und diejenige Alternative auswählen, die (am ehesten) zielkonform ist (siehe Nutzwert).
- Ein Kontrollprozess ist nur möglich, wenn ein Soll-Ist-Abgleich stattfindet, der die Kenntnis des Ziels voraussetzt. Eine Abweichungsanalyse kann dann die Probleme aufdecken, die es zu beseitigen gilt.

Das Performance Management hat unter anderem die Aufgabe, die aus der unvollkommenen Erfüllung der Zielfunktionen resultierenden Mängel abzustellen.

## Arten
Je nachdem, welches Wirtschaftssubjekt sich Ziele setzt, können folgende Ziele unterschieden werden.
| Wirtschaftssubjekt / Wirtschaftsobjekt | Ziele             | Subziele |
| -------------------------------------- | ----------------- | --- |
| Privathaushalte                        | persönliche Ziele | Bildungsziele, Erziehungsziele, Existenzsicherung, Gesunderhaltungsziele, Karriereziele, Konsumverhalten, Leistungsziele, Lernziele, Vermögensbildungsziele |
| Projekte                               | Projektziele      | Budgeteinhaltung, Auftragserfüllung, Implementierung |
| Staat                                  | Staatsziele       | Führungsziele, Kriegsziele (militärische Ziele), Magisches Viereck, Sozialstandards, Umweltstandards, Wohlfahrt                                             |
| Staatsunternehmen                      | Unternehmensziele | Arbeitssicherheit, Führungsziele, Kostendeckungsprinzip, Leistungsziele, Liquidität, Organisationsziele                                                     |
| Umwelt                                 | Umweltziele       | Reduzierung der Umweltbelastung durch Abfallentsorgung, Abfallvermeidung, Verringerung der Luftverschmutzung, Recycling                                     |
| Unternehmen                            | Unternehmensziele | Arbeitssicherheit, Führungsziele, Gewinnmaximierung, Leistungsziele, Liquidität, Organisationsziele, Rentabilität                                           |

Subziele (oder Teilziele) sind die einem Hauptziel untergeordneten komplementären Ziele, die der Erfüllung des Hauptziels förderlich sind. Deshalb gibt es zwischen Haupt- und ihren Subzielen eine absolute Zielharmonie.
Der Gesetzeszweck (lateinisch ratio legis) zeigt Ziel und Zweck einer Rechtsnorm, welche der Gesetzgeber in Form eines gesetzlichen Tatbestands (lateinisch lex) definiert. Alle Normadressaten müssen sich – wollen sie sich nicht rechtswidrig verhalten – mit ihren gesetzeskonformen Rechtshandlungen an diesen Normen ausrichten.

### Unternehmensziele
Unternehmensziele sind Ziele, die eine Unternehmensleitung für alle Mitarbeiter setzt, um den Erfolg während des Geschäftsprozesses im Markt zu gewährleisten. Günter Wöhe unterscheidet die Unternehmensziele wie folgt:
| Eigenkapitalgeber ökonomische Ziele                                                     | Arbeitnehmer soziale Ziele                                                                                     | Öffentlichkeit ökologische Ziele                                        |
| --------------------------------------------------------------------------------------- | --- | ----------------------------------------------------------------------- |
| Gewinnmaximierung Shareholder Value Rentabilität Unternehmenswachstum Existenzsicherung | gerechte Entlohnung gute Arbeitsbedingungen betriebliche Sozialleistungen Arbeitsplatzsicherheit Mitbestimmung | Ressourcenschonung Begrenzung von Emissionen Abfallvermeidung Recycling |

Die drei Interessengruppen Unternehmer, Arbeitnehmer und Öffentlichkeit verfolgen im Unternehmen unterschiedliche Ziele.

### Persönliche Ziele
Persönliche Ziele geben dem Alltag Struktur und Bedeutung. Brunstein zufolge sind sie „Anliegen, Projekte und Bestrebungen, die eine Person in ihrem Alltag verfolgt und in Zukunft realisieren möchte“. In der Forschung gibt es verschiedene Ansätze, die sich mit dem Konstrukt „persönliche Ziele“ befasst haben. Dieses sind die Konstrukte (englisch current concerns, Eric Klinger; englisch personal projects, Brian R. Little; englisch life tasks, Nancy Cantor und englisch personal strivings, Robert A. Emmons). Little und Cantor betonen die Plastizität und Veränderbarkeit von persönlichen Zielen im jeweiligen Kontext. Sie betrachten persönliche Ziele als Ergebnis einer Interaktion von Personen (mit ihren Motiven und Werten) und der Umwelt (soziokulturelle und lebensaltersspezifische Situation). Klinger misst persönlichen Zielen mehr Bedeutung zu als der von persönlichen Anliegen. Persönliche Ziele führen laut Klinger zu einer konkreten Zielsetzung, die Bedeutung der persönlichen Ziele wird durch die Stärke der affektiven Bindung gegenüber der Zielsetzung ausgedrückt. Emmons dagegen siedelt sein Konzept der persönlichen Bestrebungen auf einer übergeordneten Ebene gegenüber konkreten Anliegen an. Ziele werden hier als überdauernde Persönlichkeitsmerkmale verstanden, was in seinem hierarchischen Modell zum Ausdruck kommt: die Motive einer Person beeinflussen ihre persönlichen Bestrebungen, diese bestimmen wiederum die konkreten Anliegen, und Projekte und resultieren schließlich in ganz konkreten (zielgerichteten) Handlungen. Der Unterschied zwischen Motiven und Bestrebungen kommt hier zum Ausdruck: Während die Motive einer Person kognitiv keine große Rolle spielen, sind die persönlichen Bestrebungen kognitiv deutlich repräsentiert und individualisieren somit das Motivationssystem einer Person. Wichtige Befunde von Emmons sind, dass das Erreichen von persönlichen Zielen in positivem Zusammenhang mit dem Wohlbefinden und Glücklichsein einer Person steht und dass problematische persönliche Ziele, die sich durch Konflikthaftigkeit und Ambivalenz auszeichnen, sich negativ auf das Wohlbefinden einer Person auswirken.
Wie in der Arbeitswelt können Personen ihre für die Freizeit selbst gesetzten persönlichen Ziele auch als Leistungsziele formulieren wie etwa beim Freizeitsport. Sportler, vor allem Leistungs- und Hochleistungssportler, streben mittels Training das persönliche Ziel des Sieges beim Wettkampf an. Darüber hinaus setzen sich Privatpersonen Ziele für das Konsumverhalten (Konsumieren oder Sparen), Eheschließung oder Ehescheidung oder Karriere. Um Entscheidungen treffen zu können, setzt der Entscheidungsträger häufig Prioritäten: Beruf vor Familie, Produktqualität/Dienstleistungsqualität vor Marktpreis oder Sicherheit vor Risiko. Diese Handlungsalternativen werden danach ausgesucht, ob und inwieweit sie die persönlichen Ziele erfüllen.
Die allgemein bekannten Neujahrsvorsätze sind keine echten Vorsätze, sondern müssen als Ziele eingestuft werden; doch scheint der Grad der Zielerfüllung gering zu sein (etwa Nichtraucher werden). Die vier häufigsten Neujahrsvorsätze sind: Nichtraucher werden, Abnehmen, Freizeitsport betreiben und die eigenen Finanzen organisieren.

### Staatsziele
Staaten legen ihre Staatsziele (oder Staatsaufgaben) meist in der Verfassung oder in einfachen Gesetzen fest. Staatsziele sind nahezu in allen jüngeren Verfassungen nachweisbar. Deshalb sind Staatsziele die einzigen mit Hilfe von für jedermann geltenden Rechtsnormen verbindlich gesetzten Ziele. Staatsprinzipien wie das Bundesstaatsprinzip sind in der Verfassung vorgegeben und müssen eingehalten werden. Der Gesetzgeber (nicht: „der Staat“) ist an Staatsziele zwar gebunden; ihm steht hier jedoch eine weite Einschätzungsprärogative bezüglich der Umsetzung zu.
Typische ökonomische Staatsziele sind die im Magische Viereck enthaltenen Subziele:
| ökonomisches Staatsziel              | Subziele |
| ------------------------------------ | --- |
| gesamtwirtschaftliches Gleichgewicht | Preisniveaustabilität hoher Beschäftigungsstand außenwirtschaftliches Gleichgewicht angemessenes Wirtschaftswachstum |

Sie ergeben sich aus § 1 StabG, stehen jedoch zueinander in Zielkonkurrenz.

## Zielsetzung und Zielformulierung
Die Zielsetzungstheorie von Locke/Latham befasst sich konkret nicht mit Zielsetzungen, sondern mit Aspekten des Zielstrebens. Sie beruht auf der Frage, warum manche Arbeitnehmer ceteris paribus bessere Arbeitsleistungen zeigen als andere. Sie entwickelte sich 1990 induktiv aus sehr vielen Untersuchungen über die Arbeitsmotivation. Die Zielsetzungstheorie geht davon aus, dass bewusstes menschliches Verhalten zweckgerichtet ist und untersucht zentral, wie Ziele ausgestaltet sein müssen, um die Arbeitsleistung zu maximieren. Sie gelangt unter anderem zu der Erkenntnis, dass, je präziser ein Ziel formuliert wird, die zielgerichteten Bemühungen umso stärker sind und je schwerer ein Ziel zu erreichen ist, desto stärker ist die zielgerichtete Bemühung.
Die Zielsetzung erfolgt durch konstitutive Entscheidungen, Entscheidungsträger ist das Management oder die Behördenleitung. Ziele müssen folgende Bedingungen erfüllen:
- Operationalität: eine präzise Zielformulierung verhindert Missverständnisse und macht Ziele im Alltag umsetzbar;
- Konsistenz: Ziele müssen frei von Widersprüchen sein (Widerspruchsfreiheit);
- Aktualität: Ziele müssen Präsenz mit Zukunftsbezug enthalten;
- Vollständigkeit: alle zielrelevanten Merkmale müssen erwähnt werden;
- Transparenz: Ziele müssen eine Information für alle darstellen, die sich am Ziel orientieren müssen;
- Überprüfbarkeit: Die Kontrolle der Zielerfüllung muss durch einen Soll-Ist-Vergleich möglich sein.

Ziele sollen dabei nach Möglichkeit quantifizierbar und klar als „Zielwerte“ formuliert sein (etwa „Umsatzsteigerung um 2 % in diesem Geschäftsjahr“ oder „Erhöhung des Absatzvolumens um 5000 Stück im ersten Halbjahr“). Die Ziele müssen eindeutig, lösungsneutral, inhaltlich und zeitlich operabel und frei von Interpretationsspielräumen sein. Hierdurch wird sowohl die Zielverfolgung als auch die Messung der Zielabweichung erleichtert. Aber auch nicht-quantifizierbare Ziele (Image, Reputation, Lieferzuverlässigkeit) werden als zunehmend wichtig empfunden. Die Zielwerte dürfen nicht nur unter den günstigsten Rahmenbedingungen erreichbar sein.
In Personenvereinigungen können diese Ziele mittels Führung durch Zielvereinbarung (englisch Management by Objectives) umgesetzt werden. Die Führungskräfte müssen dazu ihre Führungsziele an den übergeordneten Zielen ausrichten. Durch Mitwirkung der Mitarbeiter an der Zielvereinbarung ist deren Arbeitsmotivation höher (intrinsische Motivation) als wenn Ziele vorgegeben werden (extrinsische Motivation).

## Zielbeziehungen

Abstrakte Darstellung der Zielbeziehungen

Der Betriebswirt Edmund Heinen befasste sich 1966 mit den Zielsystemen in Unternehmen, worunter er mindestens zwei Unternehmensziele verstand, die in Zielbeziehungen zueinander stehen. Beinhaltet das Zielsystem eines Wirtschaftssubjektes mehrere gleichrangige Ziele, so ist es für die Entscheidungsfindung wesentlich, ob die Ziele zueinander im Verhältnis totaler oder partieller Komplementarität oder Konkurrenz stehen. Hauptziele können in mathematischen Entscheidungsmodellen als „begrenzte Ziele“ in Form von Nebenbedingungen angesetzt werden.
In den Wirtschaftswissenschaften spielen bei derartigen Zielsystemen diese Nebenbedingungen eine große Rolle. Um Zielkonflikte zwischen mindestens zwei miteinander konkurrierenden Zielen zu vermeiden, sind diese Ziele in eine gegenseitige Rangordnung (Zielhierarchie) zu bringen, die aus einem Hauptziel und untergeordneten Nebenzielen (Nebenbedingungen) besteht. Dadurch müssen konkurrierende Ziele nicht mehr gleichrangig erfüllt werden, sondern zunächst ist das als Hauptziel identifizierte Ziel zu erfüllen. Die Nebenbedingungen schränken die Erfüllung des Hauptziels möglicherweise ein. In der Betriebswirtschaftslehre gelten die übrigen Ziele als Nebenbedingungen, die nicht mit Priorität zu erfüllen, aber zu beachten sind. Sie begrenzen die Erfüllung des Hauptziels; der Unternehmer plant nur den Maximalgewinn, der sich unter Beachtung der Nebenbedingungen ergibt. Ziel aller unternehmerischen Entscheidungen ist Heinz Kußmaul zufolge die langfristige Gewinnmaximierung unter Nebenbedingungen.
Mindestens zwei gleichrangig zu verfolgende Ziele stehen zueinander in Zielbeziehungen. Zwei Ziele {\displaystyle Z\,1} und {\displaystyle Z\,2} können in folgenden Zielbeziehungen zueinander stehen:
| Zielbeziehungen      | Definition                                                                                          | Maßnahme                                      |
| -------------------- | --------------------------------------------------------------------------------------------------- | --------------------------------------------- |
| Zielidentität        | {\displaystyle Z\,1=Z\,2} Ziele sind deckungsgleich                                                 | eines der beiden Ziele kann aufgegeben werden |
| Zielkomplementarität | {\displaystyle Z\,1=(f)Z\,2} die Verfolgung eines Ziels begünstigt die Erreichung des anderen Ziels | kein Handeln erforderlich                     |
| Zielneutralität      | jedes Ziel kann unabhängig vom anderen erfüllt werden                                               | kein Handeln erforderlich                     |
| Zielkonkurrenz       | durch die Erfüllung eines Ziels wird ein anderes beeinträchtigt                                     | Priorisierung ist erforderlich                |
| Zielantinomie        | {\displaystyle Z\,1}≠{\displaystyle Z\,2} zwei Ziele schließen sich vollständig aus                 | Priorisierung ist erforderlich                |

Als Beispiel dienen Ziel {\displaystyle Z_{1}} und Ziel {\displaystyle Z_{2}}. Diese können in einer Zielharmonie, einem Zielkonflikt oder in Zielneutralität zueinander stehen:
- Zielidentität ist die völlige Übereinstimmung von zwei Zielen, so dass auf ein Ziel verzichtet werden kann.
- Um Zielharmonie (Zielkomplementarität) handelt es sich, wenn mindestens zwei Ziele gleichzeitig und im selben Umfang erfüllt werden können. Ziele sind mithin komplementär, wenn eine Ergebnisveränderung {\displaystyle \Delta Z_{1}} des ersten Ziels zu einer identischen Ergebnisveränderung des zweiten Ziels {\displaystyle \Delta Z_{2}} führt:[31]

{\displaystyle \Delta Z_{1}=\Delta Z_{2}}.
Diese Ziele sind nicht substituierbar, weil sie im Regelfall unterschiedliche Organisationseinheiten betreffen.
- Um Zielneutralität (indifferente Ziele) handelt es sich, wenn eine Ergebnisveränderung beim ersten Ziel keinerlei Auswirkungen auf das Ergebnis des zweiten Ziels hat.
- Ein Zielkonflikt (Zielkonkurrenz) liegt vor, wenn mindestens zwei Ziele verfolgt werden sollen und nicht gleichzeitig und im selben Umfang erfüllt werden können, weil sie miteinander unvereinbar sind. Werden Maßnahmen zur Steigerung der Zielerreichung beim Ziel {\displaystyle Z_{1}} ergriffen und beeinträchtigen dadurch die Zielerreichung des Ziels {\displaystyle Z_{2}}, so gilt:

{\displaystyle \Delta Z_{1}}≠{\displaystyle \Delta Z_{2}}.
Soll beispielsweise wegen des Ziels der Gewinnmaximierung der Produktpreis angehoben werden, kann die Nachfrage und die Kundenzufriedenheit sinken, was dem Vertriebsziel (Steigerung des Absatzvolumens) widerspricht. Es muss entschieden werden, welches Ziel verfolgt werden soll.
Da sämtliche Ziele zueinander in Zielbeziehungen stehen, sind bei der Zielsetzung alle Ziele auf ihre Kompatibilität zu untersuchen. Zu diesem Zweck gibt es eine Zielbeziehungsmatrix.

## Zielhierarchie
Sollen mindestens zwei Ziele gleichzeitig und im selben Umfang erfüllt werden, können potenzielle Zielkonkurrenzen nur durch eine Zielhierarchie vermieden werden. Hierzu wird eine Rangordnung aufgestellt. Ein Beispiel ist das betriebliche Kennzahlensystem, bei dem es gilt, zunächst die als Prioritäten identifizierten Ziele zuerst zu erfüllen. Beim Magischen Viereck hat sich die Deutsche Bundesbank (und die Europäische Zentralbank) dazu entschieden, dem Ziel der Preisniveaustabilität Vorrang einzuräumen (Art. 127 Abs. 1 AEUV).

## Zielerreichungsgrad
Der Zielerreichungsgrad (oder Zielerfüllungsgrad) gibt an, inwieweit ein gesetztes Ziel durch den Ist-Zustand erreicht worden ist. Der Zielerreichungsgrad {\displaystyle ZG} ergibt sich aus der Gegenüberstellung des tatsächlich erreichten Istwerts {\displaystyle Z_{i}} und dem geplanten Sollwert {\displaystyle Z_{s}}:
{\displaystyle \mathrm {ZG} ={\frac {Z_{\mathrm {i} }}{Z_{\mathrm {s} }}}}.
Wurde beim Ziel „Steigerung der Absatzmenge auf 5000 Stück im Geschäftsjahr“ eine tatsächliche Absatzmenge von 4000 Stück verkauft, liegt der Zielerreichungsgrad bei 80 %.

## Psychologie
In der Psychologie wird das Ziel als räumlichen (Reiseziel) oder gegenständlichen (Sachziel, Formalziel) Bezugspunkt des Verhaltens verstanden, der aus der Bewegungsrichtung des Organismus erschlossen werden kann, wobei das Verhalten mit der Zielerreichung endet. Entsprechend ist das Konsumziel ein Kaufanreiz, der die in einer Kaufentscheidung mündende Verhaltenskette auslöst. Das Ziel ist das erstrebenswerte, vorgestellte Resultat einer Tätigkeit. Es wird als Anlass für eine Handlung verstanden und deshalb als Zweck- oder Finalursache (lateinisch causa finalis) bezeichnet. Zweck wird in diesem Zusammenhang als Endziel oder Finalursache verstanden. Final bedeutet in diesem Sinne zielgerichtet, zielführend oder zielorientiert.
Die Organisationspsychologie hat festgestellt, dass Menschen in Organisationen nicht nur auf äußere Reize reagieren. Sie erfüllen nicht nur das, was man von ihnen fordert, sondern sie handeln auch, um eigene, von ihnen selbst gesetzte Ziele zu erreichen. Die Zielpsychologie befasst sich mit den Auswirkungen, welche Merkmale von (subjektiv repräsentierten) Zielen auf die Leistung und auf das subjektive Wohlbefinden haben.

## Wege zum Ziel
Die gesellschaftlichen und sozialen Verhältnisse verlaufen stets unter vielfältigen Zielvorstellungen. So zielt der Verbraucher beim Wareneinkauf darauf ab, höchste Produktqualität und größtmöglichen Nutzen gegen einen möglichst geringen Kaufpreis zu erreichen, während der Verkäufer das Gegenteil anstrebt. Diese unterschiedlichen Interessenlagen ergeben sich aus den gegensätzlichen Individualzielen der Vertragspartner; auch hier entscheidet die Verhandlungsmacht darüber, wer sein Ziel erfüllen kann (Käufermarkt oder Verkäufermarkt).
Ausgangspunkt ist die Zielfindung, die sich mit der Ermittlung sinnvoller Ziele befasst, die unter Berücksichtigung des Umweltzustands (externe Einflüsse auf die Zielerreichung wie Wettbewerber) auch realisierbar sind. Der komplexe Prozess der Zielfindung erfordert die Erarbeitung langfristig angestrebter Ziele, Prüfung der Realisierungsmöglichkeiten sowie die Bestätigung oder Veränderung der Ziele. Die oberste Hierarchie-Ebene eines Unternehmens (Vorstand) übernimmt die strategische Zielfindung, die mittlere Ebene die taktische und die untere Ebene die operative Zielfindung. Dabei sind Umweltanalysen erforderlich wie der IST-Zustand des zielsuchenden Wirtschaftssubjekts (Finanzanalyse, Marktanalyse usw.), grobe Zielvorstellungen sind dabei hilfreich. Es sind Datenparameter zu berücksichtigen, welche die Zielerfüllung beeinflussen (die Gewinnmaximierung wird durch Erhöhung der Ertragsteuern beeinträchtigt). Stehen die Ziele fest, erfolgt eine Zielformulierung, welche die Zieldimensionen zu berücksichtigen hat.

## Nebeneffekte der Zielsetzung
Während bisherige Studien der Performance- und Motivationssteigerung durch das Setzen spezifischer, herausfordernder gegenüber vager Ziele bestätigen, wurden nach Ordóñez/Maurice E. Schweitzer/Galinsky/Max H. Bazerman die negativen Nebeneffekte rigider Zielsetzung in der Literatur vernachlässigt.
Ein zu enger Zielfokus macht blind für bedeutende Fragen, die mit dem eigentlichen Ziel nicht in Verbindung zu stehen scheinen. Dabei werden wichtige Ziele, die nicht durch das Zielsetzungssystem spezifiziert werden, ignoriert, Kurzzeitziele werden fokussiert und Langzeitziele außer Acht gelassen. Werden zu viele Ziele gesetzt, konzentrieren sich Arbeitnehmer auf kurzfristige, leicht zu erreichende und leicht messbare Ziele. Qualität wird zugunsten von Quantität geopfert, da diese leichter messbar und herzustellen ist. Ein unangebrachter Zeitrahmen zur Zielerreichung (z. B. Quartalsabrechnungen) führt dazu, dass sich Arbeitnehmer auf kurzzeitige, schnell zu erreichende Ziele konzentrieren und dabei das Gesamtziel, beispielsweise die Gesamtgewinnmaximierung, vernachlässigen. Die Kurzzeitziele werden als Leistungsobergrenze statt Ausgangspunkt wahrgenommen.
Werden zu hohe Ziele gesteckt, wirkt sich dies negativ auf die Motivation aus. Die Ziele werden aus Versagensangst gar nicht erst in Angriff genommen. Tritt tatsächlich Versagen ein, beeinflusst dieses die künftige Leistung negativ, da der Selbstwert durch Versagen gesenkt wird, welcher unmittelbar mit Verhalten, Leistung, Commitment und Engagement verknüpft ist.
Besonders die Verfolgung finanziell motivierter Ziele beeinflusst zwischenmenschliches Verhalten. Verhandlungsführer wählen risikoreichere Verhandlungsstrategien, um ihre Ziele durchzusetzen und schließen ineffizientere Kompromisse, die gerade die Zielsetzung abdecken, nicht aber, obwohl dies möglich gewesen wäre, über sie hinausgehen. Des Weiteren werden zwei Arten unethischer Methoden motiviert: unethisches Verhalten, wie beispielsweise die Durchführung unnötiger Reparaturen, um höhere Umsatzerlöse zu erreichen, oder aber verdrehte Leistungsangabe, wie beispielsweise die Angabe von fünf, statt der tatsächlich geleisteten zwei Arbeitsstunden. Katalysatoren dafür sind lasche Aufsichtsführung, finanzieller Anreiz und schwaches ethisches Commitment. Dabei besteht das Problem darin, dass unethische Methoden nicht nur durch Zielsetzung motiviert werden, sondern diese auch indirekt induzieren, durch systematische, subtile Veränderung der Unternehmenskultur. Die Mitarbeiter werden zu Konkurrenten, Teamwork wird verhindert, Extra-Role-Behaviour wird eingestellt.
Lernen und Kreativität werden durch Ziele mit finanziellem Anreiz untergraben. Da konservative Methoden belohnt werden, entfällt die Notwendigkeit für Innovation, das Ausprobieren von Alternativen und die Anwendung neuer Methoden, die eventuell nicht belohnt werden. Intrinsische Motivation wird durch extrinsische verdrängt (Verdrängungs- oder Korrumpierungseffekt).

## Wirtschaftliche Aspekte
Während Privatpersonen ihre selbst formulierten Ziele freiwillig zu erreichen versuchen, sind Unternehmen dazu gezwungen, ihre im Vorstand formulierten Ziele durch Zielvereinbarungen und Führungsziele an die Beschäftigten etwa mittels Führen durch Ziele (englisch Management by Objectives) als transaktionale Führung weiterzugeben. Die Zielsetzung kann im Rahmen der Zielsetzungstheorie als Motivation verstanden werden, sich für die Erreichung der Ziele aktiv einzusetzen. Wesentliche Erfolgsfaktoren sind Verhalten, Intelligenz, Wissen, Kultur und Motivation, das gilt für persönliche Ziele, Unternehmensziele oder gesellschaftliche Ziele. Wird ein Ziel erreicht, spricht man vom Erfolg.